# Sara Ellison
Sara Ellison es profesora de astronomía en la Universidad de Victoria. Su trabajo consiste en astronomía extragaláctica observacional, fusiones y evolución de galaxias, química galáctica y galaxia activa (AGN).

## Antecedentes y educación
Ellison se matriculó en Física y Ciencias Espaciales en la Universidad de Kent en 1993 y recibió su Máster en Física en esta universidad en 1997. Obtuvo su Doctorado en Astronomía en la Universidad de Cambridge en 2002. Posteriormente, fue becaria  del Observatorio Europeo Austral (ESO) y trabajó en Chile durante tres años, y en 2003 se unió al profesorado de la Universidad de Victoria como profesora asistente. El mismo año, fue seleccionada como Cátedra de Investigación de Canadá (Nivel II), una beca otorgada a investigadores emergentes extraordinarios por el gobierno canadiense. En 2008, se convirtió en profesora asociada y, en 2014, en profesora titular en la Universidad de Victoria.

## Investigación
Los principales temas de la investigación de Ellison son el estudio de las líneas de absorción en los espectros de los cuásares y el estudio de los efectos del ambiente en la evolución de las galaxias. Su trabajo en el cuásar se ha centrado en estudiar la química del gas a lo largo de la línea de visión hasta los cuásares, como los sistemas de Lyman-alfa amortiguados y el bosque de Lyman-alfa. Gran parte del trabajo más reciente de Ellison se ha centrado en el uso de pares cercanos de galaxias en el Sloan Digital Sky Survey para investigar cómo las interacciones de la galaxia afectan a la evolución de la galaxia.

## Personal
Además de su trabajo en astronomía, Ellison también está muy involucrada en la divulgación científica desde 1992. Ha aparecido en Quarks and Quirks de CBC Radio para responder preguntas sobre los sitios de aterrizaje lunar. En una entrevista de 2015 con Vancouver Sun, habló sobre cómo se interesó en la astronomía. Sus pasatiempos incluyen pintar sobre lienzo con acrílicos. Ellison, una atleta aficionada consumada, ganó en el maratón de clasificación en Boston en su grupo por edad, tanto en la carrera como en el triatlón.

## Honores y premios
- 2015: miembro electo del College of New Scholars de la Real Sociedad de Canadá[4]
- 2014: Medalla de la Real Sociedad de Canadá Rutherford Memorial en física
- 2009: Premio a la excelencia en investigación de la Facultad de Ciencias.
- 2007: subvención NSERC Discovery Accelerator
- 2004: Profesora Ovenden de la Real Sociedad Astronómica de Canadá
- 2004: Premio Annie Jump Cannon de la Sociedad Astronómica Estadounidense en Astronomía
- 2001: Premio de la tesis doctoral de la Real Sociedad Astronómica (finalista)